# Sebastien Toutant
Sebastien Toutant (ur. 9 listopada 1992 w Montrealu) – kanadyjski snowboardzista. Mistrz olimpijski w big air.
W Pucharze Świata zadebiutował 30 października 2010 roku w Londynie, zajmując 12. miejsce w big air. Tym samym już w swoim debiucie zdobył pierwsze pucharowe punkty. Na podium zawodów tego cyklu po raz pierwszy stanął 20 listopada 2010 roku w Sztokholmie, wygrywając rywalizację w tej samej konkurencji. Najlepsze wyniki w osiągnął w sezonie 2010/2011, kiedy to zajął czwarte miejsce w klasyfikacji generalnej AFU, a w klasyfikacji big air był drugi.
W 2018 roku wywalczył złoty medal w big air na igrzyskach olimpijskich w Pjongczangu, wyprzedzając Kyle'a Macka z USA i Billy'ego Morgana z Wielkiej Brytanii. Na tych samych igrzyskach był też jedenasty w slopestyle'u. Na rozgrywanych czerty lata wcześniej igrzyskach w Soczi zajął dziewiąte miejsce w tej konkurencji. W marcu 2021 roku zadebiutował podczas mistrzostw świata w Aspen, w których zdobył srebrny medal w slopestyle'u.

## Osiągnięcia

### Igrzyska olimpijskie
| Miejsce | Dzień     | Rok  | Miejscowość | Konkurencja | Zwycięzca       |
| ------- | --------- | ---- | ----------- | ----------- | --------------- |
| 9.      | 8 lutego  | 2014 | Soczi       | Slopestyle  | Sage Kotsenburg |
| 11.     | 11 lutego | 2018 | Pjongczang  | Slopestyle  | Redmond Gerard  |
| 1.      | 24 lutego | 2018 | Pjongczang  | Big air     | –               |

### Mistrzostwa świata
| Miejsce | Dzień    | Rok  | Miejscowość | Konkurencja | Zwycięzca        |
| ------- | -------- | ---- | ----------- | ----------- | ---------------- |
| 2.      | 12 marca | 2021 | Aspen       | Slopestyle  | Marcus Kleveland |
| 17.     | 16 marca | 2021 | Aspen       | Big air     | Mark McMorris    |

### Puchar Świata

#### Miejsca w klasyfikacji generalnej
- - AFU[2]
- sezon 2010/2011: 4.
- sezon 2012/2013: 45.
- sezon 2016/2017: 7.
- sezon 2017/2018: 123.
- sezon 2019/2020: 32.

#### Miejsca na podium w zawodach
1. Sztokholm – 20 listopada 2010 (Big Air) - 1. miejsce
2. Stoneham – 19 lutego 2011 (Big Air) - 1. miejsce
3. Copper Mountain – 17 grudnia 2016 (Big Air) - 2. miejsce
4. Québec – 12 lutego 2017 (slopestyle) - 1. miejsce
5. Laax – 15 stycznia 2020 (slopestyle) - 1. miejsce